# Artemidoro di Efeso
Artemidoro di Efeso (in greco antico: Ἀρτεμίδωρος ὁ Ἐφέσιος?, Artemídōros ho Ephésios; II secolo a.C. – I secolo a.C.) è stato un geografo greco antico.

## Biografia
Scrittore greco, originario di Efeso, in Ionia (Asia Minore), fu autore di un'esposizione geografica in XI libri, il cui titolo è, secondo le fonti, Geographoùmena. La sua opera è andata perduta, ma se ne sono conservati estratti principalmente in Strabone, Plinio, Diodoro Siculo, Ateneo di Naucrati, Porfirio, Marciano di Eraclea, Stefano di Bisanzio, Costantino VII Porfirogenito, nonché negli scolii ad Apollonio Rodio. Non va confuso con Artemidoro di Daldi, anch'egli originario di Efeso, autore di un trattato sull'interpretazione dei sogni (Onirocriticon).
Pochissime notizie biografiche sono note: egli stesso raccontava nella propria opera di aver ricevuto dai propri concittadini l'incarico di recarsi a Roma in ambasceria, con lo scopo di ottenere che la palude Selinusia, con i cospicui tributi ad essa connessi, di cui i publicani si erano impadroniti, fosse restituita al tempio di Artemide Efesia, ed inoltre che la località detta Eracleotide, resasi autonoma, fosse ricongiunta ad Efeso. Il successo gli valse l'erezione di una statua d'oro (probabilmente raffigurante la dea, con un'epigrafe votiva). Marciano colloca l'akmé di Artemidoro nella 169ª Olimpiade, ovvero nel 104-100 a.C.

## Geografia
Nella sua opera geografica, Artemidoro descrive l'intero mondo abitato: l'Europa nei libri I-VI, l'Africa nei libri VII-VIII, l'Asia nei libri IX-XI. Egli mescola descrizioni delle località visitate con notizie storico-antiquarie, amministrative e naturalistiche; un ruolo particolarmente importante è attribuito alle distanze fra le località, che Artemidoro, fra i primi, misurò in stadi invece che in giornate di viaggio. Non sembra invece che egli abbia avuto interesse per la geografia matematica e astronomica (propria, ad esempio, di Eratostene), essendo ben più orientato a osservare la realtà con gli occhi del viaggiatore.

## Fortuna
Artemidoro subì un curioso destino letterario: la sua opera, ricca di informazioni, fu saccheggiata dai letterati posteriori, i quali però espressero spesso valutazioni negative. Gli nocque, probabilmente, il confronto con gli scritti di Posidonio di Apamea, ad esempio per la descrizione della Spagna su cui entrambi si cimentarono. La maggiore solidità scientifica del filosofo stoico causò un pregiudizio contro Artemidoro, che si risente ancora in autori che pure se ne servono in abbondanza, come Strabone nella sua Geografia.
Una vera rinascita della fortuna di Artemidoro si ebbe quando Marciano nel IV o V secolo scelse di riscrivere Artemidoro riassumendolo e, evidentemente, deformandone il testo per adeguarlo ai propri scopi. L'epitome di Marciano divenne perciò il testo artemidoreo ufficiale che continuò ad essere letto e utilizzato dagli autori posteriori, tra cui Stefano il quale se ne servì per il proprio Lessico di toponimi ed etnonimi. Anche l'epitome di Marciano però andò perduta, sicché oggi non se ne conservano che pochi frammenti, come per il testo integro di Artemidoro.
I frammenti di Artemidoro furono raccolti per la prima volta da John Hudson nel I volume dei Geographiae veteris scriptores Graeci minores (1698). Samuel Hoffmann nel 1838, in appendice ad uno studio sugli Iberi (Die Iberer im Westen und Osten), pubblicò uno studio Artemidorus, der Geograph, nel quale mise insieme una raccolta ragionata dei frammenti artemidorei. Al contrario, Karl Wilhelm Ludwig Müller, autore dei Geographi Graeci Minores (1855), non raccolse di Artemidoro che i soli frammenti sicuramente provenienti dall'epitome di Marciano. L'ultima edizione in ordine di tempo (e quella a tutt'oggi in uso, nonostante i non pochi errori e fraintendimenti) fu realizzata da Robert Stiehle nel 1856 per la rivista tedesca «Philologus».

## Papiro di Artemidoro
Nel 1998, sulla rivista di papirologia «Archiv für Papyrusforschung» fu data notizia dell'esistenza di un papiro di grandi dimensioni (alto circa 32,5 cm e lungo più di due metri, ripartito in numerosi frammenti) contenente un proemio ad un'opera geografica, una descrizione della Spagna con misurazioni di distanze fra località, una mappa e numerosi disegni di animali veri o fantastici e di parti di statue corredati da didascalie. L'edizione completa del papiro esce nel 2008. L'identità di una parte del testo con il frammento 21 di Artemidoro ha indotto gli editori a identificare il testo con i Geographoùmena e a denominare il manufatto come papiro di Artemidoro. L'oggetto è perciò l'unico testimone diretto dell'opera di Artemidoro, in particolare del libro II, sebbene solo di un estratto, ma documenta anche la più antica mappa del mondo greco-romano e uno dei pochi repertori di bozzetti e schizzi (cahier d'artiste) conservatici dell'antichità.
Dal 2005 è insorta una polemica in merito all'autenticità del papiro: Luciano Canfora e la sua équipe di ricercatori hanno sostenuto dubbi sulla sua genuinità, ritenendo di potervi trovare errori di concetto, usi linguistici attestati in epoca bizantina, iconografie connesse all'astrologia moderna, e la presenza di congetture che erano state formulate da studiosi moderni. In decine di pubblicazioni Canfora e la sua équipe hanno sostenuto convintamente che autore del falso potesse essere stato Costantino Simonidis, un celebre falsario greco di metà Ottocento, già autore di falsi geografici come il periplo di Annone. Anche il filologo anglo-statunitense Richard Janko si è espresso contro l'autenticità, benché con argomenti diversi da quelli di Canfora. Al contrario, Salvatore Settis, che assieme a Claudio Gallazzi e Bärbel Kramer ha curato l'edizione del papiro, si è espresso in maniera decisa per l'autenticità dell'opera. Altri studiosi del calibro di Giambattista D'Alessio, Peter Parsons, Dominic Rathbone hanno esaminato a fondo le argomentazioni di Canfora, non esitando a concludere che "la teoria secondo cui questo papiro sarebbe un falso si è rivelata, di gran lunga, l'ipotesi più improbabile" e che "la storia secondo cui un falsario acquistò un autentico rotolo di papiro grande e vuoto e ricreò inchiostri in stile antico (Simonidis riutilizzò alcuni ritagli di papiro, ma i suoi inchiostri erano metallici) per creare un raffinato prodotto che un giorno fu strappato e nascosto nel Konvolut, è più difficile da digerire dell'oscura provenienza (tipica dei reperti d'acquisto)". Infatti nessuno ha potuto mettere in dubbio i risultati della datazione al carbonio 14 che hanno confermato che il papiro è stato prodotto tra il I secolo a.C. e il I secolo d.C.